# Jiří Stránský
Jiří Stránský (ur. 12 sierpnia 1931 w Pradze, zm. 29 maja 2019) – czeski pisarz, dramaturg, tłumacz, dwukrotny więzień polityczny reżimu komunistycznego i obrońca praw człowieka. Był wnukiem czechosłowackiego polityka Jana Malypetra.
W 1953 roku został aresztowany przez komunistów i skazany na osiem lat przymusowej pracy za „zdradę”. Został zwolniony w 1960 roku. W 1974 roku został ponownie aresztowany, oskarżony o defraudację i skazany na kolejne 3 do 5 lat, ale został zwolniony po półtora roku. Podczas pobytu w więzieniu spotkał się z kilkoma pisarzami katolickimi, co zachęciło go do zostania pisarzem.
Po upadku reżimu komunistycznego był autorem i szefem międzynarodowej sekcji Czeskiego Funduszu Literackiego. W 1992 roku został wybrany przewodniczącym czeskiej sekcji Międzynarodowego Stowarzyszenia Pisarzy. Był przewodniczącym rady Biblioteki Narodowej w latach 1995-1998.
Był założycielem-sygnatariuszem deklaracji praskiej o sumieniu europejskim i komunizmie.

## Prace
- Za płotem (napisane w więzieniu) (1953-1960) opublikowane w 1999 roku;
- Szczęście (większość kopii została skonfiskowana i zniszczona przez komunistów), została wydana w 1990 roku
- Dziki kraj wydana w 1970 roku
- Aukcje  1997, sequel Dzika Ziemia 1989
- Przelot (2001)
- Krótkie opowiadania dla mojego słońca (2002)
- Cicha poczta (2002)
- Historie dla Klarki (2004)
- Perły słodkowodne (2005)
- Stary człowiek i śmierć (2007)

## Krótkie historie
- Zbieg okoliczności (1976)
- Boże Narodzenie (1976)
- Przelot (1976)
- Arch (2009)
- Listy bez granic (2010)

## Filmy oparte na jego twórczości
- Bumerang (1996), reżyseria: Hynek Bočan
- Dziki kraj (1997)
- Dziki kraj serial (1997–2001), reżyseria: by Hynek Bočan
- Uniforma (2001), reżyseria: Hynek Bočan
- Żaba (2001), reżyseria: Hynek Bočan
- Kawałek nieba (2005), reżyseria: Petr Nikolaev